# Heodes paupercula
Heodes paupercula är en fjärilsart som beskrevs av De Sagarra 1924. Heodes paupercula ingår i släktet Heodes och familjen juvelvingar. Inga underarter finns listade i Catalogue of Life.